# Lienz

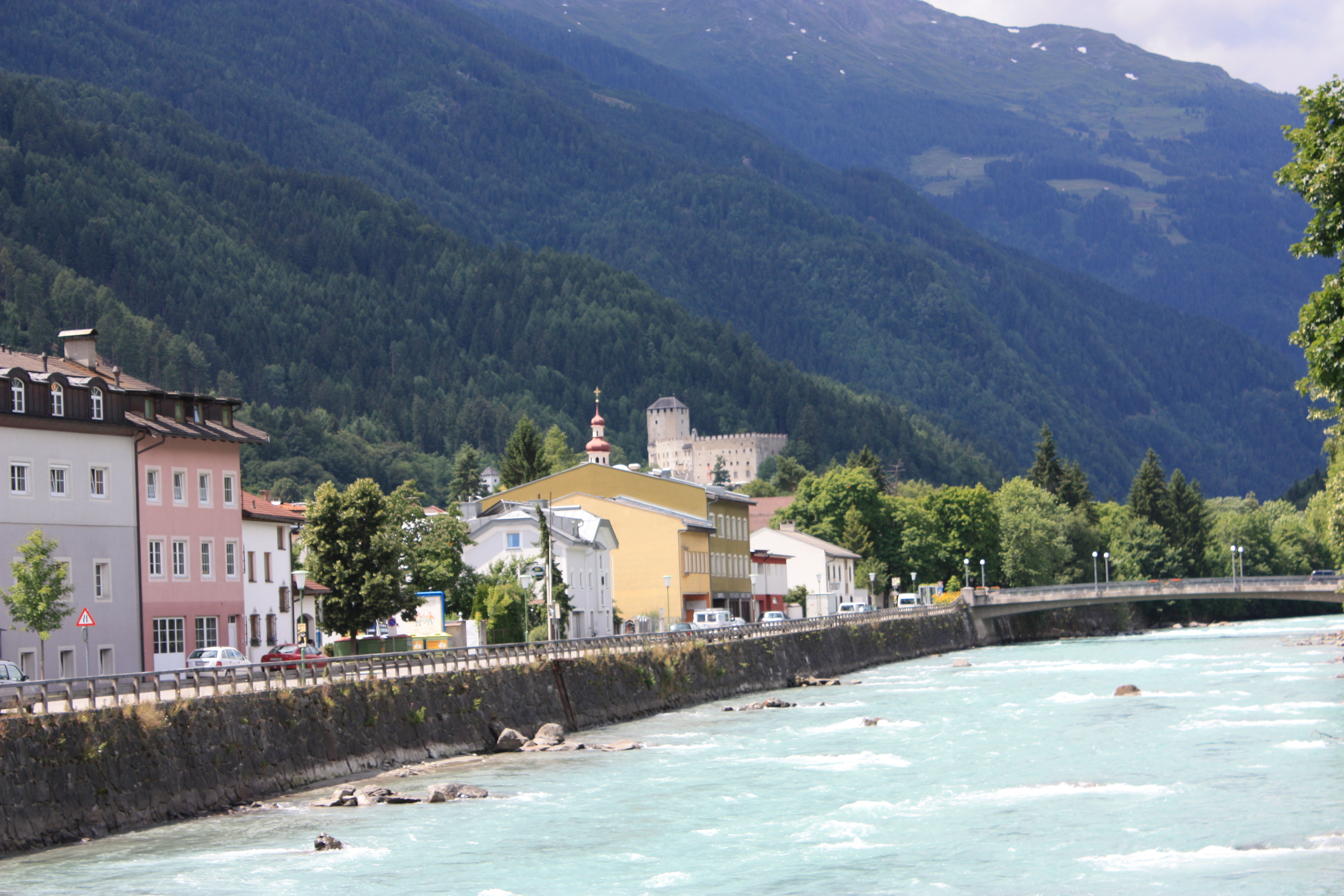
Vista de la ciudad a orillas del Isel

Lienz ['liʔɛnts] es una ciudad de Austria, situada en el Tirol. Tiene una población estimada, a inicios de 2021, de 11 935 habitantes.
Es el centro administrativo del distrito de Lienz, el cual limita con Italia al sur y al oeste.
Posee instalaciones de esquí en los alrededores con nieve permanente todo el año. Ha llegado a acoger competencias internacionales de esquí, tales como la copa mundial de esquí alpino.

## Historia
La región ha estado habitada desde la edad de bronce. Los romanos se establecieron en los alrededores fundando la población de Aguntum en las proximidades de Lienz. 
Bajo el dominio de Carlomagno en la Edad Media, fue parte del Condado de Gorizia, que pasó a Maximiliano I en 1500. 
Fue ocupada por Baviera, aliada del Primer Imperio francés, entre 1805 y 1809. Luego pasa a formar parte de las Provincias Ilirias hasta su reconquista por las tropas austriacas en 1813. 
Un contingente de 30.000 cosacos colaboradores del Eje y sus familias fue capturado en Lienz por tropas británicas en 1945 y deportado a la Unión Soviética al finalizar la Segunda Guerra Mundial. La mayoría fueron ejecutados por traición. El oficial superior de estos cosacos, el general alemán Helmuth von Pannwitz, en un gesto de solidaridad, se les unió y fue asimismo ejecutado en 1947.